# Lemma di Zorn
Il lemma di Zorn afferma che:
| «Se {\displaystyle X} è un insieme non vuoto su cui è definita una relazione d'ordine parziale tale che ogni sua catena possiede un maggiorante in {\displaystyle X}, allora {\displaystyle X} contiene almeno un elemento massimale.» |
| --- |

Il lemma di Zorn è equivalente all'assioma della scelta e al teorema del buon ordinamento, ma la sua peculiare formulazione risulta di maggior utilità in moltissime dimostrazioni. 

## Storia e ruolo
Il lemma di Zorn viene detto anche Lemma di Kuratowski-Zorn; in effetti esso fu scoperto da Kazimierz Kuratowski nel 1922 e riscoperto indipendentemente da Max Zorn nel 1935.

### Posizione nell'assiomatica degli insiemi
Si dimostrò poi che il Lemma di Zorn è equivalente all'assioma della scelta e al teorema del buon ordinamento. Più precisamente, assunto il sistema di assiomi di Zermelo-Fraenkel, se si assume anche uno dei tre suddetti enunciati si possono dedurre i due rimanenti.
A seguito dei lavori di Kurt Gödel e di Paul Cohen si è dimostrato che l'assioma della scelta è logicamente indipendente da un sistema di assiomi per la teoria degli insiemi, ad esempio dagli assiomi di Zermelo-Fraenkel. Di conseguenza, è indipendente da questi sistemi assiomatici anche il lemma di Zorn (o, in alternativa, il teorema del buon ordinamento). Risulta impossibile derivare da questi assiomi il lemma di Zorn o la sua negazione; quindi, si possono avere teorie degli insiemi che includono il lemma di Zorn e altre che includono la sua negazione. 

### Utilità nelle dimostrazioni
Nella maggior parte dei lavori matematici che affrontano queste tematiche generali viene richiesto il lemma di Zorn, piuttosto che le altre due formulazioni equivalenti, in quanto esso rende possibile stabilire un insieme più ampio di proprietà e di individuare una gamma più estesa di oggetti matematici che conducono a costruzioni teoriche più soddisfacenti, cioè a sistemi di teoremi con caratteristiche di maggiore completezza. 
Ad esempio, grazie all'assunzione del lemma di Zorn si possono enunciare il teorema di Hahn-Banach in analisi funzionale, l'esistenza di una base per ogni spazio vettoriale, il teorema di Tichonov in topologia ovvero garantire la compattezza di ogni prodotto infinito di spazi compatti, l'esistenza di un ideale massimale per ogni anello e il fatto che ogni campo possiede una chiusura algebrica.

## Equivalenza con l'assioma della scelta

### Dipendenza dall'assioma della scelta
Dato un insieme {\displaystyle X} su cui sia definita una relazione d'ordine {\displaystyle <}, per l'assioma della scelta (applicato all'insieme delle parti di {\displaystyle X}) sappiamo che esiste una funzione di scelta {\displaystyle f\colon {\mathcal {P}}(X)\setminus \{\varnothing \}\rightarrow X} tale che {\displaystyle \forall Y\in {\mathcal {P}}(X)\setminus \{\varnothing \},f(Y)\in Y}.
Data allora una tale {\displaystyle f}, definiamo {\displaystyle f}-catena una catena {\displaystyle C} tale che:
- {\displaystyle (C,<)} sia ben ordinata
- {\displaystyle \forall a\in C,a=f(\{x\mid \forall b\in C,b<a\rightarrow x>b\})}

ovvero ogni elemento della catena è l'immagine degli elementi che maggiorano tutti gli elementi precedenti nella catena; si può immaginare che {\displaystyle C} sia costruita a partire dall'insieme vuoto, aggiungendo ogni volta un elemento scelto tra l'insieme dei maggioranti degli elementi già aggiunti
Si verifica facilmente che date due {\displaystyle f}-catene {\displaystyle C,D}, una sarà sempre segmento iniziale dell'altra, e quindi che un'unione di {\displaystyle f}-catene è ancora una {\displaystyle f}-catena.
Sia ora {\displaystyle F} l'unione di tutte le {\displaystyle f}-catene contenute in {\displaystyle X}. {\displaystyle F} sarà una {\displaystyle f}-catena. Supponiamo che ogni catena abbia un maggiorante (ipotesi del lemma di Zorn): allora in particolare esiste un {\displaystyle m} maggiore di tutti gli elementi di {\displaystyle F}. Ma se esistesse {\displaystyle n\in X} tale che {\displaystyle n>m}, avremmo che l'insieme {\displaystyle M} dei maggioranti di {\displaystyle m} (e quindi di ogni elemento di {\displaystyle F}) è non vuoto (contiene almeno {\displaystyle n}) e quindi la catena ottenuta estendendo {\displaystyle F} con l'elemento {\displaystyle f(M)} è una {\displaystyle f}-catena. Ma questo è un assurdo perché {\displaystyle F} è definita come l'unione di tutte le {\displaystyle f}-catene.

### Implicazione dell'assioma della scelta
Per dimostrare che il lemma di Zorn implica l'assioma della scelta, è possibile osservare che esso implica il teorema di buon ordinamento, che, a sua volta, implica l'assioma della scelta.
Alternativamente, si può procedere per via diretta applicando il lemma a una famiglia di insiemi costruita ad hoc come famiglia di funzioni di scelta parziali.
Si consideri una famiglia {\displaystyle X} di insiemi non vuoti. Sia inoltre {\displaystyle S} l'insieme di tutte le funzioni di scelta su qualche elemento di {\displaystyle X}, ovvero
{\displaystyle S={\Big \{}f\colon {\mathcal {D}}\to \bigcup {\mathcal {D}}\mid {\mathcal {D}}\subset X{\text{ e }}f(D)\in {\mathcal {D}}{\text{ per ogni }}D\in {\mathcal {D}}{\Big \}}}.
L'insieme {\displaystyle S} è non vuoto perché è sempre possibile costruire una funzione di scelta a partire da un numero finito di insiemi (ossia elementi di {\displaystyle X}).
Si consideri quindi su {\displaystyle S} l'ordine {\displaystyle \subset } dato dall'inclusione insiemistica di funzioni e sia {\displaystyle (C,\subset )} una catena di elementi di {\displaystyle S}. In termini insiemistici
{\displaystyle C={\Big \{}f\colon {\mathcal {D}}\to \bigcup {\mathcal {D}}\mid {\mathcal {D}}\in I{\text{ e }}f(D)\in {\mathcal {D}}{\text{ per ogni }}D\in {\mathcal {D}}{\Big \}}}
per una qualche famiglia di insiemi {\displaystyle I\subset {\mathcal {P}}(X)} catena di {\displaystyle X} rispetto all'inclusione.
Si procede dimostrando che l'unione {\displaystyle \bigcup C} è un maggiorante di {\displaystyle C} in {\displaystyle S}. Infatti, detta {\displaystyle {\mathcal {I}}=\bigcup {I}}, si prova facilmente che {\displaystyle \bigcup C} è della forma {\displaystyle g\colon {\mathcal {I}}\to \bigcup {\mathcal {I}}} dove {\displaystyle {\mathcal {I}}\subset X} e {\displaystyle g} è una funzione di scelta su {\displaystyle {\mathcal {I}}}.
L'insieme {\displaystyle S} soddisfa quindi le ipotesi del lemma di Zorn. Esiste pertanto una funzione di scelta {\displaystyle F} massimale in {\displaystyle S}. Resta da provare che {\displaystyle F} è una funzione di scelta su {\displaystyle X}. Supponiamo per assurdo che {\displaystyle F} sia una funzione di scelta su {\displaystyle {\mathcal {A}}} dove {\displaystyle {\mathcal {A}}\subsetneq X}. Esiste allora {\displaystyle A\in X\setminus {\mathcal {A}}} tale che, per qualsiasi {\displaystyle a\in A}, l'estensione
{\displaystyle {\bar {F}}(D)=\left\{{\begin{matrix}F(D)\quad &&{\mbox{se }}D\in {\mathcal {A}};\\a&&{\mbox{se }}D=A~.\end{matrix}}\right.}
è una funzione di scelta di {\displaystyle S} tale che {\displaystyle F\subsetneq {\bar {F}}}, in contraddizione con la massimalità di {\displaystyle F}.